# مرصد التعقيد الاقتصادي

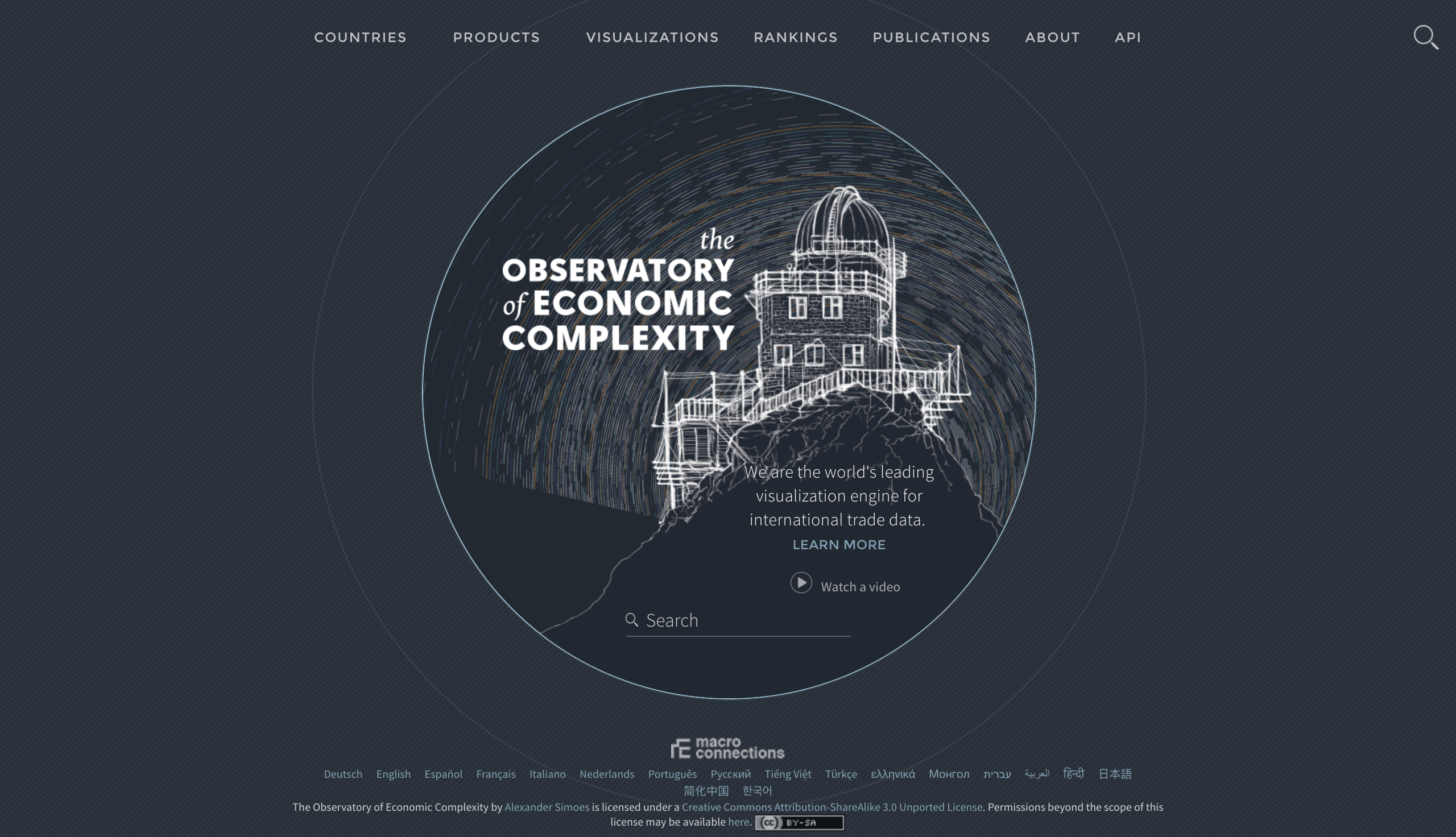
الصفحة الرئيسية لمرصد التعقيد الإقتصادي https://oec.world/en/

مرصد التعقيد الاقتصادي (بالإنجليزية: The Observatory of Economic Complexity) يختصر بـ OEC هو موقع يعرض بيانات التجارة الدولية أنشأته مجموعة Macro Connections في معمل الإعلام التابع لمعهد ماساتشوستس للتكنولوجيا ‏. الهدف من المرصد هو نشر بيانات التجارة الدولية بشكل مرئي، يخدم المرصد في الوقت الحاضر أكثر من 20 مليون عرض تفاعلي، ويربط كل بلد بوجهات التصدير ونوع المنتجات التي يتاجر بها وتشمل هذه العروض التفاعلية حجم الصادرات والواردات للدولة بالتفصيل.

## مصدر معلومات
يجمع مرصد التعقيد الاقتصادي عددًا من بيانات التجارة الدولية، بما في ذلك بيانات من World Trade Flows: 1962-2000،  والتي تم تنظيفها وجعلها متوافقة من خلال المكتب القومي للأبحاث الاقتصادية (NBER) و تشمل البايانات تصنيف HS4 المأخوذ من تصنيف HS6 الذي تم تجهيزه من قبل فريق BACI في مركز الدراسات المستقبلية والمعلومات الدولية الفرنسي. 
تحتوي مجموعة البيانات على الصادرات والواردات حسب كل من بلد وتشمل المنشأ والوجهة، حيث يتم تصنيف المنتجات وفقًا لقانون التجارة الدولية الموحد على مستوى أربعة أرقام (SITC-4) والأنظمة المنسقة على مستوى أربعة أرقام (HS-4).
حاليًا، البيانات المتاحة في الموقع تغطي الفترة الزمنية من عام 1962 ميلادية حتى عام 2017 ميلادية.

## العروض المرئية
- الخرائط الشجرية (Tree Maps)

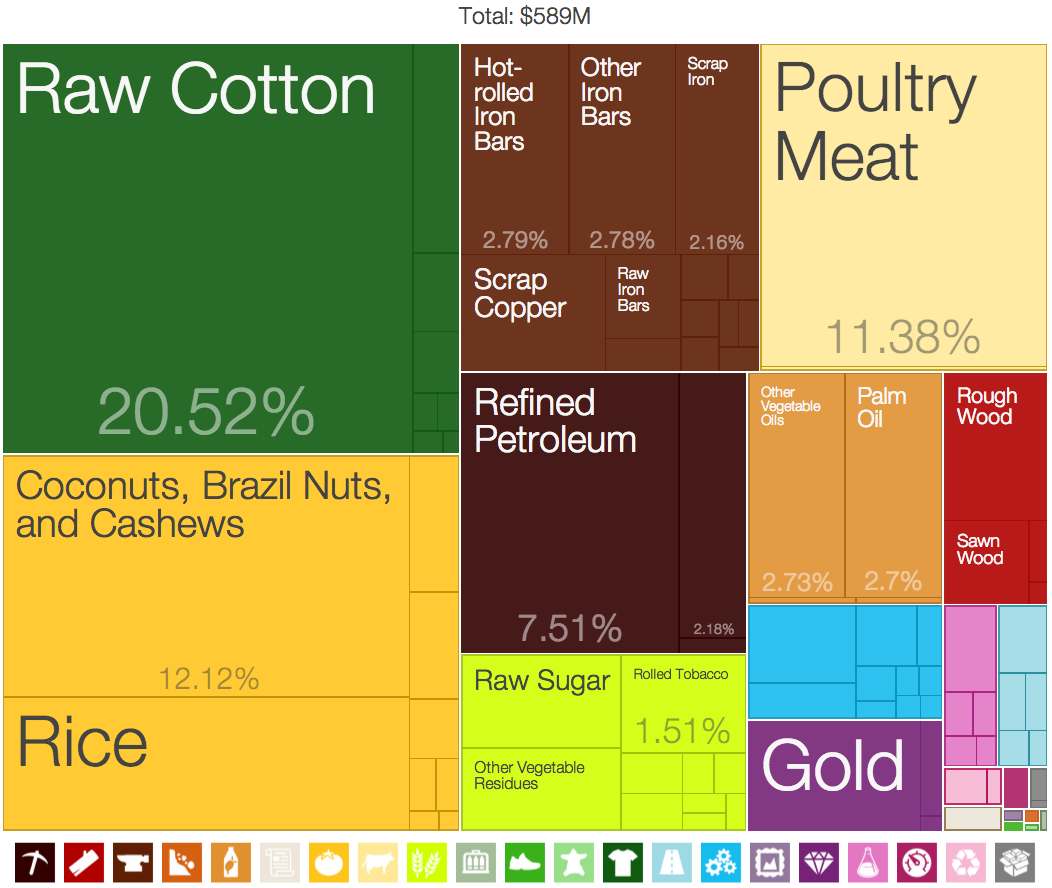
[http://atlas.media.mit.edu/explore/tree_map/hs/export/ben/all/show/2009/ خريطة شجرية لصادرات بنين حسب فئة المنتج، 2009

المنتجات الممثلة بالمستطيلات، تأتي من 775 فئة من فئات المنتجات الفردية الموجودة في قانون التجارة الدولية الموحد على مستوى أربعة أرقام (SITC-4)، ويتوافق لون المستطيل مع المجتمع الذي يتبع له حيث أن هناك 34 مجتمع للمُنتَجات موجودة في مساحة المنتج (Product Space) في مرصد التعقيد الاقتصادي. الخرائط الشجرية (Treemaps) للصادرات في المرصد تمثل بيانياً حصة المُنتج من تجارة الدولة (سواء حصة المنتج من الواردات أو الصادرات). كلما زاد حجم المستطيل ، زادت حصة المنتج من واردات أو صادرات ذلك البلد.
يمكن مشاهدة مثال لصادرات بنين في عام 2009 في الصورة على اليسار.
تشمل العروض المرئية الإضافية:
- مخططات مساحية مكدسة
- مساحة المنتج (Product Space)مساحة المنتج (Product Space)
- أدوات تنبؤية
- خرائط
- خواتم (Rings)

D3plus هو المحرك الأساسي المسؤول عن توليد كل التصورات المستخدمة في الموقع.
D3plus هي مكتبة جافا سكريبت مفتوحة المصدر (رخصة إم أي تي) مبنية على D3.js بواسطة Alexander Simoes و Dave Landry. كما يتم استخدامها أيضًا في مواقع أخرى مثل DataViva و Pantheon.

## روابط خارجية
- الموقع الرسمي
- Hausmann، Ricardo؛ Hidalgo، César A.؛ وآخرون (2014) [2011]. The Atlas of Economic Complexity. Hollis New Hampshire: Puritan Press. ISBN:978-0262525428. مؤرشف من الأصل في 2015-06-27.